# Atrocalopteryx melli
Atrocalopteryx melli là loài chuồn chuồn trong họ Calopterygidae. Loài này được Ris mô tả khoa học đầu tiên năm 1912.